# John Campbell (tonsättare)
John Campbell, född 1807, död 1860, engelsk kompositör som finns representerad i Frälsningsarméns sångbok 1990 med ett verk (nr 576):
- Min herde Herren är